# Некрасово (муниципальный округ Егорьевск)
Некра́сово — деревня в муниципальном округе Егорьевск Московской области России .

## География
Деревня Некрасово расположена в северной части муниципального округа Егорьевск, примерно в 7 километрах к северо-востоку от города Егорьевск. В 1 километре к востоку от деревни протекает река Цна. Высота над уровнем моря 141 метров.

## Название
В письменных источниках деревня упоминается как Кузнецово (1554 год). С 1646 года за деревней закрепилось название Некрасово по её жителям.

## История
До отмены крепостного права жители деревни относились к разряду государственных крестьян.
После 1861 года деревня вошла в состав Нечаевской волости Егорьевского уезда. Приход находился в селе Рыжеве.
В 1926 году деревня входила в Рыжевский сельсовет Егорьевской волости Егорьевского уезда.
До 1994 года Некрасово входило в состав Шувойского сельсовета Егорьевского района, а в 1994—2006 годы — Шувойского сельского округа.
До 2015 года входила в состав городского поселения Егорьевск.

## Демография
В 1885 году в деревне проживало 130 человек, в 1905 году — 130 человек (64 мужчины, 6 женщин), в 1926 году — 80 человек (42 мужчины, 38 женщин). По переписи 2002 года — 2 человека (1 мужчина, 1 женщина). Население — 2 человек (2010).
| 1859 | 1868 | 1885 | 1905 | 1926 | 2002 | 2006 |
| ---- | ---- | ---- | ---- | ---- | ---- | ---- |
| 96   | ↗110 | ↗130 | →130 | ↘80  | ↘2   | →2   |
| 2010 |      |      |      |      |      |      |
| →2   |      |      |      |      |      |      |